# کافور

درخت کافور.

کافور ماده‌ای مومی، سفید یا شفاف و جامد با فرمول C۱۰H۱۶O که دارای بوی بسیار قوی است. کافور صمغ درختی به‌نام درخت کافور است. این درخت همیشه سبز در آسیا و به خصوص در جزیره برنئو و تایوان وجود دارد. درخت کافور ۲۵ تا ۳۰ متر رشد می‌کند و ماده کافور در آن یافت می‌شود. کافور درختی است همیشه سبز و از شاخه و برگ بسیار برخوردار است دارای گل‌هایی به رنگ سفید است و میوه‌ای قرمز رنگ بسیار شبیه به میوه دارچین دارد.

## ریشه‌شناسی
واژه کافور واژه‌ای مالایی است؛ و در مالزی به کافور، کاپور باروس می‌گویند که معنای گچ باروس می‌دهد. باروس نام بندری در سوماترا اندونزی است که در آنجا کافور تجارت می‌شده‌است.

## کاربردها
از کافور امروزه به عنوان نرم‌کننده نیترات سلولز، دافع حشرات، مومیایی‌کردن و همچنین در آتش‌بازی و داروسازی استفاده می‌شود. در زنجیرهٔ غذایی مردم آسیا به عنوان چاشنی در شیرینی استفاده می‌شود. در باور عامیانه مردم مار و سایر خزندگان از بوی کافور می‌ترسند.
احمد بن عبدالرحمن بن مندویه اصفهانی، پزشک قرن چهارم هجری رساله‌ای دربارهٔ کافور و ویژگی‌های درمانی آن نوشته‌است که متن عربی این رساله همراه با ترجمهٔ فارسی آن در سال ۱۳۹۲ چاپ و منتشر شده‌است.
در قرن ۱۸ از آن برای درمان هیجانزدگی استفاده می‌شد. در گفتمان عامیانهٔ ایران این تصور وجود دارد که از کافور به عنوان کاهندهٔ تمایلات جنسی در مدارس شبانه روزی و سربازخانه‌ها و پادگان‌ها و دانشگاه‌ها استفاده می‌شود.
کافور می‌تواند به صورت موضعی برای تسکین درد، سوزش و خارش استفاده شود. کافور همچنین برای تسکین احتقان پستان و شرایط التهابی استفاده می‌شود.
اثرات سمی این ماده عبارتست از: ناراحتی معده، ایجاد گاز معده و قولنج، تهوع و اسهال و استفراغ، نگرانی، هیجانزدگی، هذیانگویی، تشنجات صرع‌مانند و انقباض قلب.

## کافور در اسلام
کافور به علت خوشبو بودن در غسل، حنوط و کفن نمودن میت کاربرد دارد. همچنین صرفاً، تلفظ کافور در قرآن آمده‌است (آیه ۵، سوره انسان) که در معناشناسی آن در بین مفسران اختلاف است.

### کفن و دفن میت
غسل میت: میت را سه مرتبه غسل می‌دهند که در مرتبه دوم از آب مخلوط شده با کافور برای شستشوی میت استفاده می‌شود.
حنوط: مالیدن کافور بر پیشانی، کف دستها، سر دو زانو و سر دو انگشت بزرگ پاها، واجب است.
کفن: از جعفر بن محمد (امام ششم مسلمانان شیعه) نقل شده‌است که برای خوشبو کردن مرده موقع پوشاندن کفن، روی هر قطعهٔ آن، مقداری هل و کافور ریخته شود.

## کافور در سربازی
استفاده کافور در سربازی به این دلیل است که در سربازخانه ها با وجود محیط جمعی که ممکن است مدت زمان زیادی هم طول بکشد از کافور در قالب ادویه استفاده میشود تا میل جنسی سربازان سرکوب شود.
در واقع کافور خوراکی نوعی قابلیت سردمزاجی دارد و با استفاده آن بطور منظم در وعده های غذایی حالت سرمزاجی و سرکوب میل جنسی اتفاق خواهد افتاد و این موضوع باعث میشود سربازان در طول دوره ای که در زندگی جمعی قرار دارند مخصوصا در محیط نظامی فکر های جنسی به سرشان نزند و تمام تمرکزشان روی آموزش های نظامی باشد.

### نشانه های مصرف کافور چیست؟
کسانی که در سربازی کافور مصرف میکند بطور قطع یک یا چند تا از این نشانه ها را دارد:
- عدم میل جنسی بطور واضح و شگفت آور

- از بین رفتن جوش های صورت

- عدم توجه و تمرکز روی افکار تحریک کننده

- از بین رفتن نشانه های تحریک پذیری و نعوض حتی به طور عمد

- کاهش سرعت رویش مو سر ، ریش و موهای زائد

- احساس سبکی در بدن و فعالیت های روزانه

- احساس مقطعی دل درد به دلیل طبع سرد کافور

شاید تمام این اتفاقات برای تمام سربازان رخ ندهد چون سیستم بدنی هر کسی متفاوت است اما چیزی که بدون شک در تمام سربازان یا حداقل در بیش از ۹۹ درصد سربازان مشترک است از بین رفتن میل جنسی است.